# Station Ossès - Saint-Martin-d'Arrossa
Station Ossès - Saint-Martin-d'Arrossa is een spoorweghalte in de Franse gemeente Saint-Martin-d'Arrossa.

## Galerij

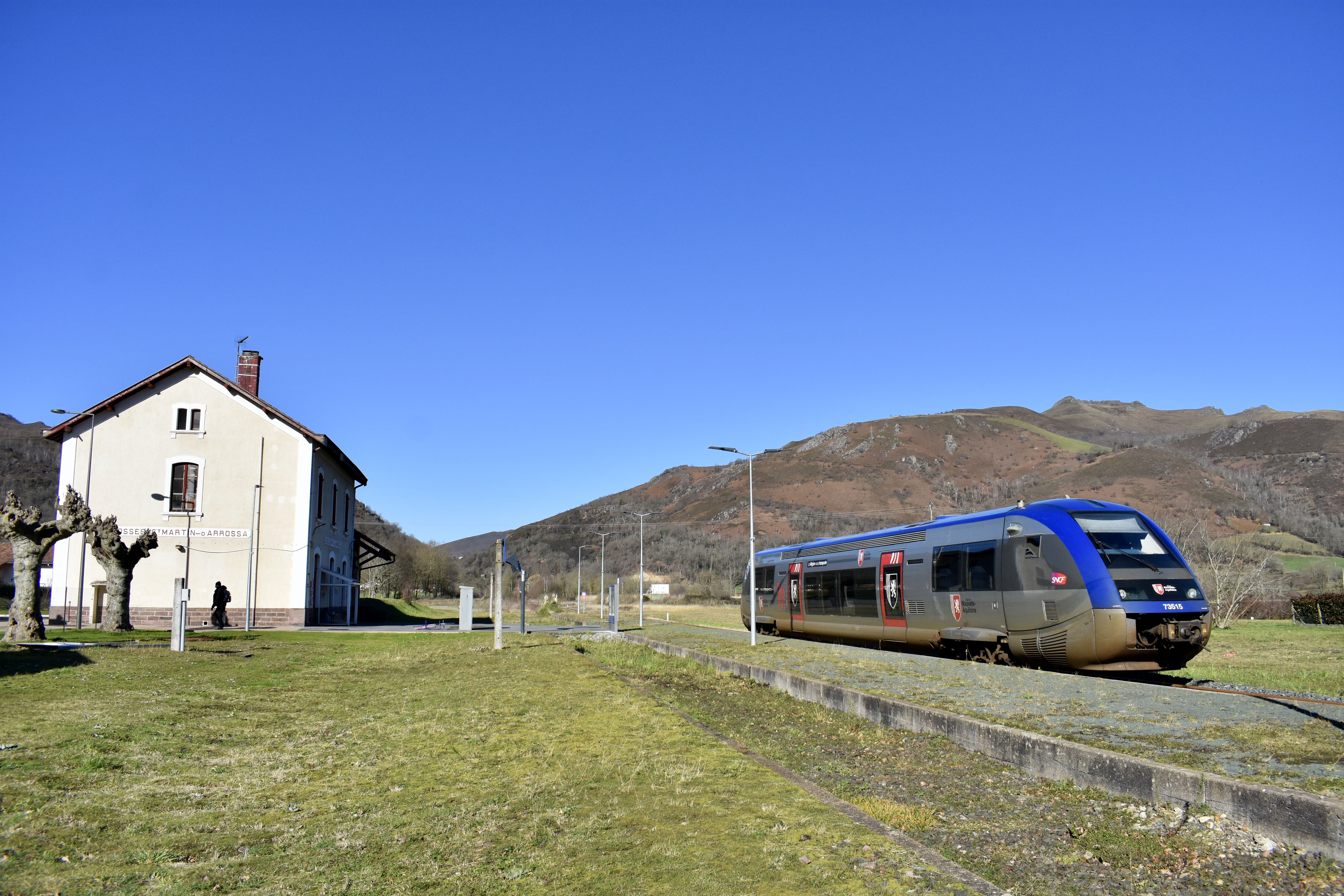
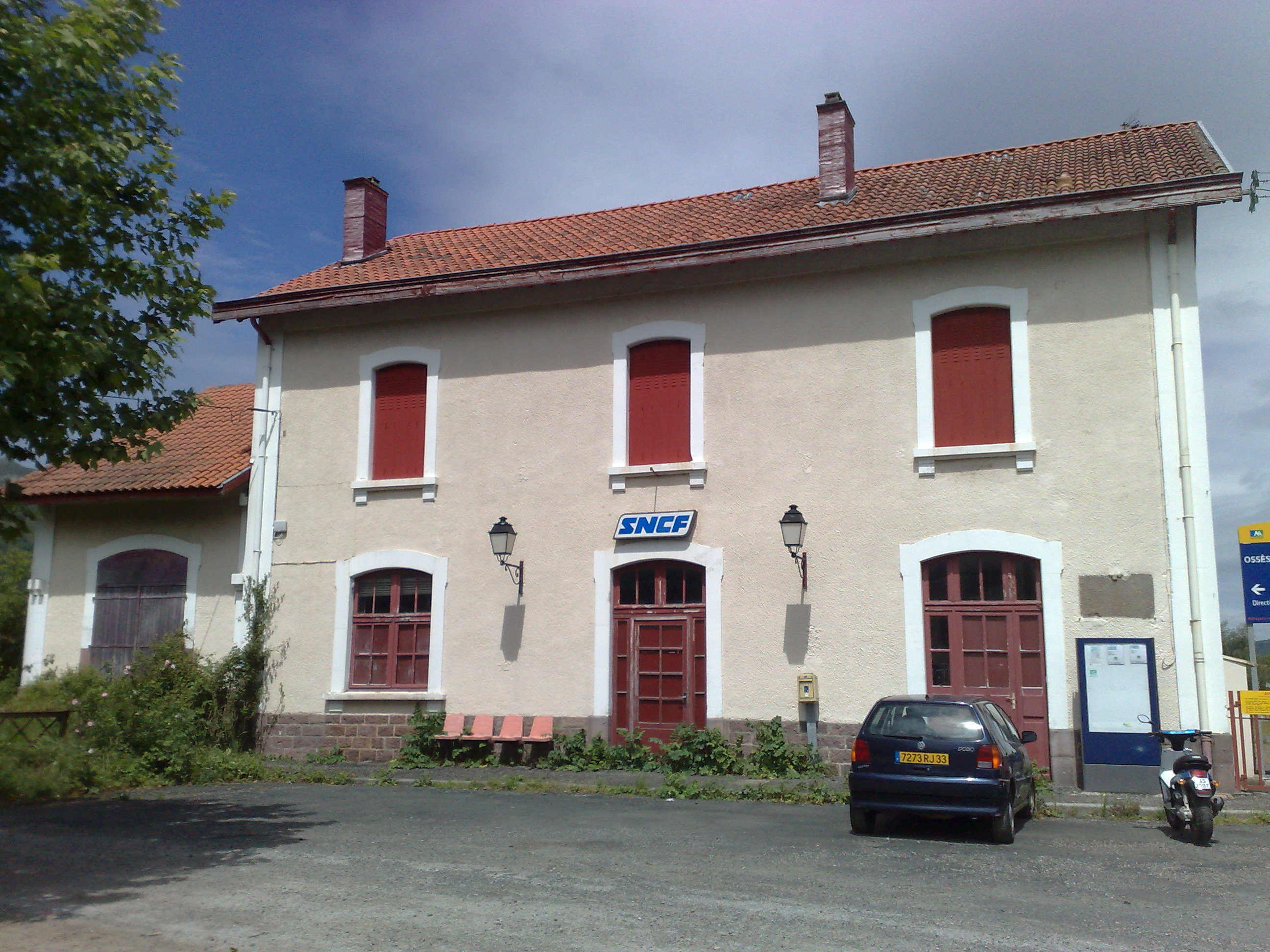
Het oude stationsgebouw
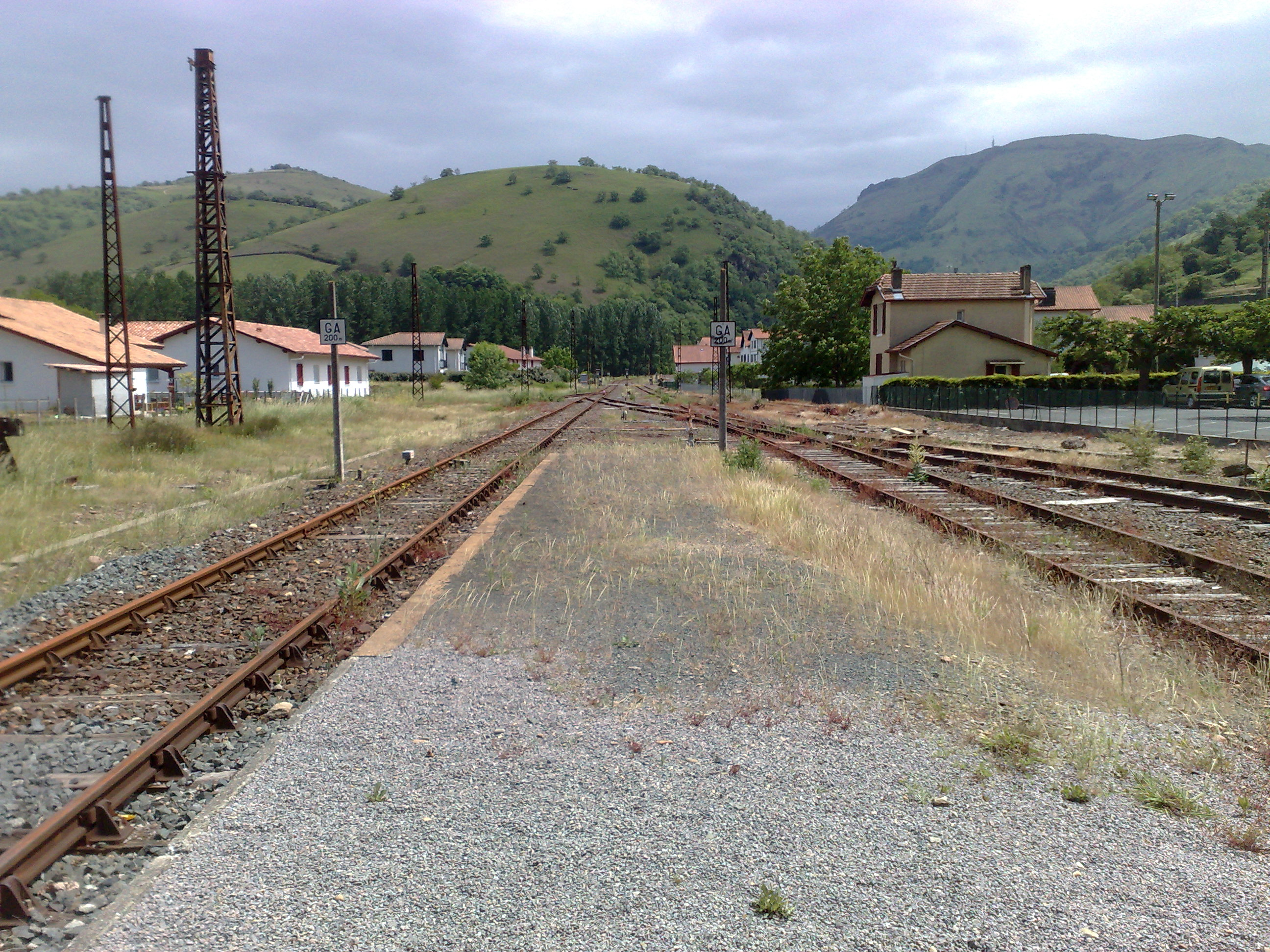
Sporen en wissels
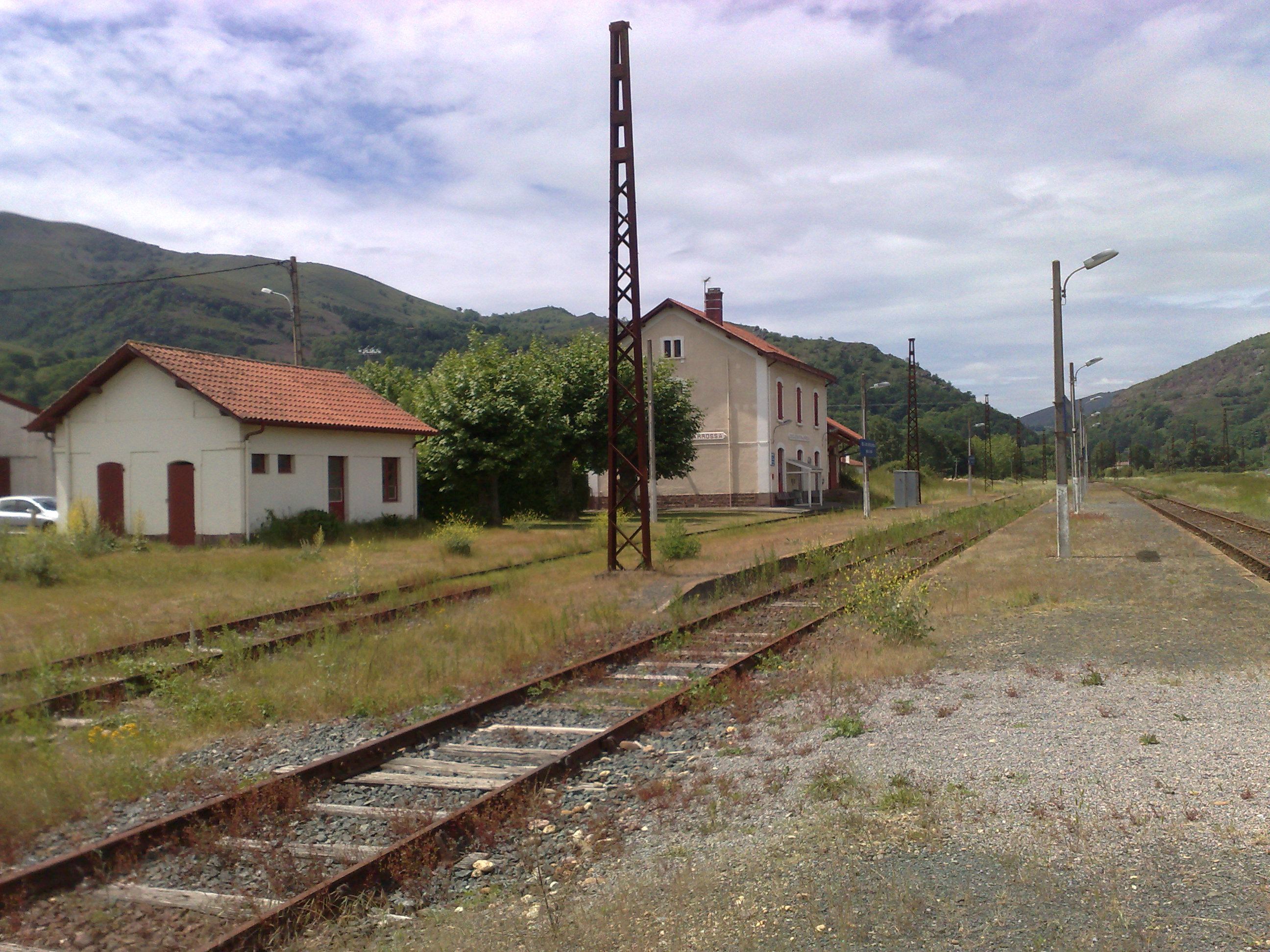
Zicht richting Bayonne
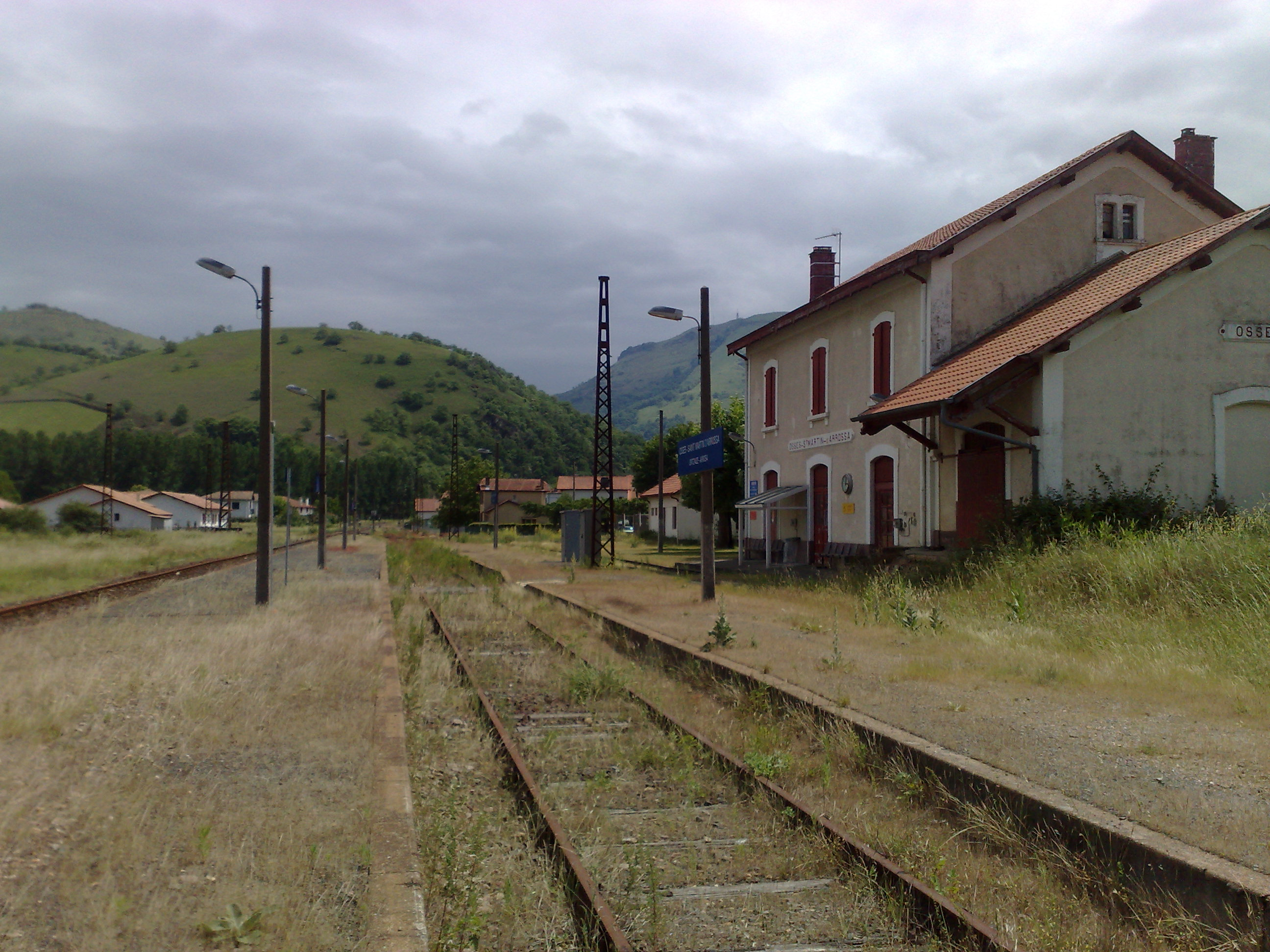
Zicht richting Saint-Jean-Pied-de-Port